# Іван Лопес Мендоса
Іван Лопес Мендоса (ісп. Iván López Mendoza, нар. 23 серпня 1993, Валенсія) — іспанський футболіст, правий захисник.
Грав за юнацькі збірні Іспанії.

## Клубна кар'єра
Народився 23 серпня 1993 року у Валенсії. Вихованець футбольної школи місцевого «Леванте». З 2011 року почав залучатися до ігор другої команди клубу на рівні третього дивізіону.
Сезон 2013/14 відіграв в оренді у друголіговій «Жироні», після чого повернувся до «Леванте», де в сезоні 2014/15 дебютував на рівні найвищого дивізіону. Спочатку був основним виконавцем на правому фланзі захисту команди, утім згодом почав програвати конкуренцію за місце в «основі», а в жовтні 2017 року отримав важку травму коліна, після чого тривалий час відновлювався.
Протягом сезону 2018/19 грав в оренді у друголіговому «Хімнастіку» (Таррагона). Повернувшись до «Леванте», восени 2019 знову травмував коліно, що фактично завершило його ігрову кар'єру.

## Виступи за збірні
2012 року провів 7 ігор за юнацькі збірні Іспанії U-19 і U-20.